# 高瞻案
高瞻案是2000年代在中华人民共和国、美国之間发生的，并涉及中华民国（台湾）的一系列間諜案。

## 被告人高瞻
高瞻生於江苏省南京市，在美國美利堅大學作社會學博士後研究。她曾写作关于台灣婦女在民主進程角色的著作，亦兩度訪問台灣進行研究工作。
2001年案发时，高瞻已定居美国12年。她与丈夫薛東華同为擁有美國永久居留權的中华人民共和国公民。两人育有一子，具有美国公民身份。居住于华盛顿郊外的弗吉尼亚州。

## 案件历程

### 在中华人民共和国的司法进程
2001年2月11日，高瞻在北京機場被國家安全局以間諜罪逮捕。同行的丈夫和儿子，一同被扣留。中国外交部发言人孙玉玺曾对外解释，高瞻的儿子并非被扣留，而是安置于幼儿园。3月8日，薛東華和儿子获释。BBC中文網3月24日的报道中，父子二人已返回美国弗吉尼亚州。
当年7月24日，北京市第一中级人民法院分别开庭审理覃光广、高瞻涉嫌间谍罪，曲炜涉嫌为境外非法提供国家秘密、情报罪案件。法院一审判决：覃光广为台湾（中华民国）情报机构充当间谍，先后为其提供了大量情报，危害了国家安全，犯间谍罪，判处有期徒刑十年，剥夺政治权利二年。高瞻接受台湾间谍组织任务，为其收集情报，犯间谍罪，判处有期徒刑十年，剥夺政治权利二年。曲炜为李少民和高瞻提供国家秘密和情报，危害了国家安全，犯为境外非法提供国家秘密、情报罪，判处有期徒刑十三年，剥夺政治权利三年。
24日当天，中国驻美国大使杨洁篪在华盛顿全国记者俱乐部就新世纪中美关系发表演讲。因应观众对高瞻案的提问，杨洁篪表示，所有国家都关心本国的国家安全。美国民众对间谍活动反应都相当负面，中国也不例外。中国人对从事间谍活动，损害国家利益的分子特别讨厌。他指出，中国具有独立的司法系统，中国政府尊重司法部门的判决，希望外国政府也这样做。

### 回到美国
此前，丈夫薛東華回美後即積極遊說。最终，在美國政府施加壓力下，中國政府同意她保外就醫，因此高瞻在被拘留五個月後、共计166天的7月26日上午被释放。7月26日下午，高瞻抵达美国华盛顿，回到美國與家人團聚。高瞻律师、纽约大学法律教授孔杰融接受美国之音采访表示，对高瞻能够与家人团聚他感到高兴，但是他仍然认为，（中国法院）给高瞻定罪是不应该的。
薛東華在高瞻被扣留期间，完成入籍仪式，成为美国公民。8月1日，美国移民局取消原定于8月2日在美國國會大廈外台階上为高瞻舉行的入籍仪式。BBC中文網报道指，高瞻在此前已通過入籍考試和聯邦調查局背景調查。從法律意義上說，她只要經過宣誓儀式就可以成為美國公民。此后，她和丈夫又生育了两个孩子。

### 在美国的司法进程
2004年3月，高瞻因為違反進出口管法向中國軍方出售可做軍事用途的微處理器，被美國法院判刑入獄七個月，以及入住中途宿舍八個月，罰款二千五百美元。
由于高瞻不是美国公民，她在联邦监狱服刑期满后会被立即驱逐出境。2005年4月5日，完成七个月刑期的高瞻被弗吉尼亚州移民局拘捕，关押于弗吉尼亚州移民局监狱。5月23日，丈夫薛東華因偷税漏税被判处12个月监禁。